# Andrew Willows
Andrew Willows (Kingston, 1 de octubre de 1980) es un deportista canadiense que compitió en piragüismo en la modalidad de aguas tranquilas. Ganó dos medallas en el Campeonato Mundial de Piragüismo: plata en 2006 en la prueba de K2 500 m y bronce en 2009 en la prueba de K2 200 m.

## Palmarés internacional
| Campeonato Mundial | Campeonato Mundial | Campeonato Mundial | Campeonato Mundial |
| Año                | Lugar              | Medalla            | Competición        |
| ------------------ | ------------------ | ------------------ | ------------------ |
| 2006               | Szeged (Hungría)   | Medalla de plata   | K2 500 m           |
| 2009               | Dartmouth (Canadá) | Medalla de bronce  | K2 200 m           |